# Kurista (Võnnu)
Kurista est un village de la commune de Võnnu du comté de Tartu en Estonie.
Au 31 décembre 2011, il compte 132 habitants.